# Irish Open Challenger 2006
L'Irish Open Challenger 2006, noto come Shelbourne Irish Open 2006 per motivi di sponsorizzazione, è stato un torneo professionistico maschile di tennis facente parte della categoria ATP Challenger Series nell'ambito delle ATP Challenger Series 2006. È stata l'edizione inaugurale del torneo e si è giocata a Dublino in Irlanda dal 3 al 9 luglio 2006 sui campi in sintetico all'aperto del Fitzwilliam Lawn Tennis Club.

## Vincitori

### Singolare
Miša Zverev ha battuto in finale  Kristian Pless con il punteggio di 7–5, 7–6(6)

### Doppio
Jasper Smit /  Martijn van Haasteren hanno battuto in finale  Colin Fleming /  Jamie Murray con il punteggio di 6–3, 2–6, [10-8]